# Nemocnice Hustopeče
Nemocnice Hustopeče je zdravotnické zařízení v Hustopečích v okrese Břeclav. Sídlí v ulici Brněnské a disponuje 119 lůžky. Nemocnice funguje jako příspěvková organizace Jihomoravského kraje.

## Historie
V Hustopečích se ve středověku a novověku nacházel špitál, který je poprvé zmiňován v první polovině 15. století. Zanikl počátkem 20. století.
Státní nemocnice v Hustopečích byla zprovozněna v roce 1953 v budově bývalého gymnázia z roku 1930 v Brněnské ulici. Ta sloužila za druhé světové války jako lazaret německého Wehrmachtu a roku 1952 byla přidělena ministerstvu zdravotnictví. V polovině 90. let byla část oddělení přemístěna do nové nemocnice v Břeclavi. Hustopečské zařízení se následně také stalo pobočkou břeclavské nemocnice. Po roce 2000 měl být objekt upraven na léčebnu dlouhodobě nemocných, areál však od státu v roce 2001 převzalo město Hustopeče a nemocnice nadále fungovala coby městská příspěvková organizace. Kvůli finanční zátěži, kterou pro město zařízení představovalo, se Hustopeče dohodly s Jihomoravským krajem na předání nemocnice, k čemuž došlo v červenci 2015.